# Возвращение (роман)
«Возвращение» («На обратном пути», нем. Der Weg zurück) — роман немецкого писателя Эриха Марии Ремарка, напечатанный в 1931 году, продолжение его же романа «На Западном фронте без перемен». В нём рассказывается о жизни простых немецких солдат, вчерашних школьников, вернувшихся с войны. Из-за душевных травм они не могут найти себе места в мирной жизни и вынуждены искать своё новое предназначение. Кто-то возвращается в армию, надеясь снова обрести чувство «фронтового товарищества», другие уходят в революцию, некоторые кончают жизнь самоубийством.

## История создания
В период с 7 декабря 1930 по 29 января 1931, роман «Возвращение» по частям печатается в берлинской газете «Vossische Zeitung». Чуть позже, 30 апреля 1931 года, появляется книжное издание «Возвращения», которое в этом же году переводится на 25 языков (в том числе на русский). В Германии за первые недели было продано более 180 тысяч экземпляров, продажи сопровождались обширной рекламной кампанией.
Однако успех был меньшим, чем у романа «На западном фронте без перемен». Роман был по-разному воспринят критиками, но в целом оценен как «sehr authentisch, spannend und stellenweise humoristisch» (весьма правдивый, увлекательный и местами юмористичный). Впрочем, мнения критиков разделились: кто-то считал роман формальным, другие же, в том числе Генрих Манн, «превозносили его».
Большинство немецких критиков положительно отзывались о романе; некоторые упрекали его в недостаточном раскрытии политической ситуации в Германии. Американские критики также отмечали «Возвращение» за её «гуманистическое послание».
Против романа активно выступали националисты, поскольку считали его позорящим солдат Первой мировой войны.

## Сюжет
В одной из немецких воинских частей на Западном фронте узнают о революции в Берлине. Начинают создаваться Советы солдатских депутатов, но главным героям романа, простым солдатам — Эрнсту Биркхольцу, Юппу, Фердинанду Козоле, Адольфу Бетке, Валентину Лагеру, Веслингу, Тьядену, Вилли и даже лейтенанту Людвигу Брайеру — чужда политика. Они просто хотят вернуться домой, к родным. Но, в то же время, им трудно покидать окопы, в которых они провели несколько самых страшных лет своей жизни.
Но с самого начала всё не заладилось. По приезде на родину на них нападают революционные матросы, желающие силой сорвать погоны с раненого Людвига. Потом оказывается, что фронтовикам придётся снова сесть за школьные скамьи, с которых они ушли на фронт, не окончив школы. В столкновениях с отрядом правительственных войск, которым руководил бывший командир их роты обер-лейтенант Хеель, погибает их однополчанин Макс Вайль, что шокирует привыкших к «фронтовому товариществу» героев романа.
Но главное, что товарищи-фронтовики не могут снова жить прежней, довоенной жизнью, которая теперь им кажется мелкой, мещанской и буржуазной. Они осознают, что их обманывали и когда они шли на войну, и когда совершалась революция. «Наше поколение уничтожено. Мы лишь уцелевшие остатки его» — говорит один из самых ярких персонажей, Людвиг Брайер.
Каждый из героев пытается найти новый смысл своей жизни. Но не всем это удаётся. Рахе возвращается в армию, но разочаровывается, не найдя чувства «фронтового товарищества» («в этой массе — два-три идеалиста и кучка любопытных мальчуганов, жаждущих приключений»). Людвиг кончает жизнь самоубийством. А главный герой, Эрнст, всё-таки находит смысл жизни — в благородном труде на благо человечества.

## Основные персонажи

### Солдаты и офицеры
Эрнст Биркхольц — главный герой романа, от его лица ведётся повествование. Обычный рядовой солдат германской армии. Отличается склонностью к размышлениям о жизни.
Вилли Хомайер — рядовой, рыжеволосый гигант, импульсивен и груб, из бедной семьи. Питает слабость к парадной, модной одежде, не упустит момент набить лишний раз брюхо. Сдав экзамены в гимназии, устраивается вместе с главным героем учителем в начальных классах деревенской гимназии. Несмотря на то, что Вилли смог быстро адаптироваться к жизни без войны, он не утратил былого чувства сплоченности и боевого духа товарищества по отношению к фронтовым друзьям.
Фердинанд Козоле — рядовой; имеет непокорный нрав, «при слове „образованность“ сразу выходит из себя. Оно каким-то образом ассоциируется у него с крахмальным воротничком, а этого уже достаточно».
Юпп — рядовой; «До войны Юпп служил в Кёльне письмоводителем у какого-то адвоката. И хоть он уже три года солдат, но все ещё сохраняет тонкость чувств и почему-то стремится прослыть здесь, на фронте, образованным человеком. Что в сущности это значит, он, конечно, и сам не знает, но из всего слышанного им раньше у него крепко засело в голове слово „образованность“, и он цепляется за него как утопающий за соломинку».
Людвиг Брайер — лейтенант; одноклассник Эрнста и командир взвода, в котором тот служит. Получил своё звание на фронте, поэтому не проявляет надменности в отношениях с солдатами; наоборот, он относится к ним, как к равным, как к товарищам. В начале романа болен дизентерией; затем выясняется, что у него сифилис. Не видя надежды на выздоровление и находясь в глубокой депрессии, кончает жизнь самоубийством.
Генрих Веслинг — рядовой; по происхождению крестьянин. Погиб в последнем бою перед объявлением мира.
Георг Рахе — лейтенант; после войны, не желая терять чувство фронтового товарищества, возвращается добровольцем в армию, однако обнаруживает там лишь озлобленность и подозрительность по отношению к друг другу. После «похода против коммунистов», оказавшегося расстрелом рабочей демонстрации, и случая с «линчеванием» двух солдат по подозрению в выдаче места хранения оружия, уходит из армии. Разочаровавшись в жизни, Рахе едет во Францию, на места боёв, где лунной ночью призывает погибших солдат воскреснуть и пойти «в поход против лжи» и совершает самоубийство.
Валентин Лагер — рядовой; до войны был акробатом, выступал с номерами в паре с девушкой. На фронте отличался пристрастием к водке, слыл специалистом по части курева. После войны пытается вернуться на арену, но из-за последствий войны не имеет успеха.
Адольф Бетке — рядовой; живёт в деревне. Вернувшись с войны, узнаёт, что его жена изменяла ему, пока он был на фронте. Сначала он пребывает в изумлении от такого предательства, но потом находит в себе силы понять и простить свою супругу. Жители деревни неодобрительно относятся к этому, постоянно шушукаются за их спинами, из-за чего жена вместе с мужем вынуждены уехать в город.
Альберт Троске — унтер-офицер; после войны встречается с девушкой, благодаря чему легче переносит психологическую травму. Однако позднее он застаёт её полуголой с бизнесменом-спекулянтом. В состоянии аффекта Троске убивает его из револьвера, который носит с собой по фронтовой привычке. Несмотря на уговоры друзей, он не пытается скрыться. На суде он ведёт себя спокойно. По решению суда Троске на 3 года отправляется в тюрьму.
Бруно Мюкенхаупт — рядовой; на фронте славился как снайпер. После войны он хранит на видном месте орден, полученный за большое количество убитых солдат противника. Также у него хранится список попаданий с датами, количеством убитых и подтверждающими подписями старших по званию. Женат, имеет маленькую дочь. Состоит в клубе стрелков, где имеет титул «короля стрелков». К убитым им солдатам противника жалости не испытывает. Судя по различным деталям, Мюкенхаупт впоследствии вполне мог стать нацистом.

## Исторический контекст
В целом, исторический контекст романа «Возвращение» практически идентичен контексту «На западном фронте без перемен», но существует ряд очевидных «ухудшений» в экономике и политической жизни Германии.
Ещё с осени 1929 года Германия оказалась затронута мировым экономическим кризисом, означавшим конец «золотых двадцатых» – причём положение Германии, выплачивавшей крупные суммы другим странам в качестве репараций за Первую Мировую войну, было одним из худших в Европе. С 1930 года страной руководят кабинеты министров, назначаемые, ввиду практической невозможности сформировать коалицию большинства, рейхспрезидентом без учёта мнения парламента. В 1931 году правые силы Германии объединились в Гарцбургский фронт, а на весенних выборах 1932 года престарелый (1847 г.р.) рейхспрезидент, несмотря на поддержку всех партий кроме коммунистов и нацистов, не сумел переизбраться сразу в первом туре.
Летом 1932 года количество безработных в Веймарской республике достигло шести миллионов. Экономические проблемы сопровождались радикализацией политической ситуации, которая вылилась в уличные столкновения между НСДАП и КПГ. После одержанной на выборах в рейхстаг 31 июля 1932 года победы НСДАП стала лидирующей партией в парламенте. 28 января 1933 года рейхсканцлер Курт фон Шлейхер, занимавший пост министра обороны с июня 1932 года, заявил о своей отставке.
Таким образом, на момент написания романа стала очевидна высокая вероятность прихода нацистов к власти. В конце романа мы встречаем упоминание о том, что детей уже готовят к новой войне:

За ребятами стоит коренастый мужчина с округленным брюшком; на толстяке такая же куртка и такие же обмотки, как у ребят. Он энергично отдает команды:

— Стрелять спокойней. Прицел: двести!

В руках у него полевой бинокль: он ведет наблюдение за врагом.

— Господи! — говорю я, потрясенный.

Козоле наконец приходит в себя от изумления.

— Да что это за идиотство! — разражается он.

Но возмущение Козоле вызывает бурную реакцию. Командир, к которому присоединяются ещё двое юношей, мечет громы и молнии.
Мягкий весенний воздух так и гудит крепкими словечками:

— Заткнитесь, дезертиры! Враги отечества! Слюнтяи! Предатели! Сволочь!

Мальчики усердно вторят. Один из них, потрясая худым кулачком, кричит пискливым голосом:

— Придется их, верно, взять в переделку!

— Трусы! — кричит другой.

— Пацифисты! — присоединяется третий.

— С этими большевиками нужно покончить, иначе Германии не видать свободы, — скороговоркой произносит четвёртый явно заученную фразу.

Ремарк подчеркивает, что фраза о том, что «с большевиками нужно покончить», заучена. Одним из основных врагов национал-социалистической партии была именно «красная зараза», поэтому не исключено, что автор мог услышать это высказывание ранее.
Историческим фоном романа стали последние месяцы Первой мировой войны и первые несколько лет по её окончании. Вернувшиеся с фронта солдаты обнаруживают либо колоссальную бедность, либо дельцов, нажившихся на «черном рынке». Тем не менее, это лишь фон, не принимающий участие в повествовании: явно не указаны никакие даты, места либо события, о них читатель может лишь догадаться. Тем не менее, город, который описывает Ремарк, является полным отражением Оснабрюка того времени; описание возвращения Эрнста в родной город, школа и экзамены, работа в маленькой деревне по соседству соответствуют биографическому опыту Ремарка.
В романе также упоминаются герои книги «На западном фронте без перемен», когда Эрнст Биркхольц при перечислении убитых упоминает Пауля Боймера, Станислава Катчинского, Хайе Вестхус и Франца Кеммериха.

## Экранизация
В 1937 году режиссёром Джеймсом Уэйлом снят фильм под названием «Дорога назад», сценарий для которого адаптировал Чарлз Кеньон.

## Издания
- Эрих Мария Ремарк: Der Weg zurück. Kiepenheuer & Witsch, Кёльн, 2002, ISBN 3-462-02728-X
- На Западном фронте без перемен. Возвращение: [романы: пер. с нем.]/Эрих Мария Ремарк. — М.: АСТ:АСТ МОСКВА: ХРАНИТЕЛЬ, 2007.